# Kościół Najświętszej Maryi Panny i św. Filipa Neri w Chioggii
Kościół Najświętszej Maryi Panny i św. Filipa Neri w Chioggii (wł. Chiesa del Patrocinio della Beata Vergine Maria e di San Filippo Neri) – rzymskokatolicki, filipiński kościół w Chioggii zlokalizowany w centrum miasta, przy Kanale Vena, pomiędzy ulicami Calle Forno Filippini a Calle Filippini.

## Historia i architektura
Budowę obiektu rozpoczęto 26 marca 1768, według projektu Giuseppe Cannera i pod kierownictwem Giacomo Tancredi, (obaj pochodzili z Wenecji). Budowa była możliwa dzięki hojności hrabiego Lodovico Manina z Wenecji.
Kościół ma klasycystyczną, dwukondygnacyjną fasadę z dużym portalem wejściowym oraz prostokątnym oknem, które wpuszcza światło słoneczne do wnętrza od zachodu. Nad całością dominuje smukły, trójkątny tympanon. Wzdłuż ścian rozmieszczono osiem płaskorzeźb z terakoty, wykonanych przez filipińskiego artystę, księdza Giuseppe Marię Vianellego w latach 1860-1870. Przedstawiają one epizody z życia św. Filipa Neri. Cztery freski w lunetach ołtarzy bocznych, przedstawiające czterech Ewangelistów, są autorstwa tego samego artysty. Nad wejściem znajduje się duży obraz Pace Pase Umycie stóp apostołom. Artysta ten działał w Wenecji w latach 1594-1616. W bocznej krypcie, w artystycznym kamiennym sarkofagu (dzieło amerykańskiego rzeźbiarza Petera Rockwella), zachowały się szczątki sługi bożego, ojca Raimondo Calcagno (1888-1964), którego proces beatyfikacyjny pozostaje w toku. 
Na prawym chórze znajdują się organy zbudowane w 1922 przez przedsiębiorstwo Malvestio z Padwy, z elementami piszczałek pierwszych organów, skonstruowanych w 1779 przez Francesco Merliniego.

## Kaplice i ołtarze
W kaplicach znajdują się m.in.:
- ołtarz autorstwa Veronesa Paola Pellesina, datowany na 1836, przedstawiający miłosierdzie błogosławionego Sebastiano Valfrè,
- obrazy Giovanniego Giovenale Ancina i Antonio Grassiego,
- ołtarz przedstawiający Madonnę ze świętymi Filipem Neri i Franciszkiem Salezym (dzieło Giancarlo Bevilacqua z 1794).
- obraz Najświętszego Serca Pana Jezusa adorowanego przez św. Małgorzatę Marię Alacoque autorstwa Antonio Vianellego (1863),
- ołtarz w Kaplicy Relikwii utworzony w całości z relikwii, wykonany w 1862 na polecenie Giovanniego Battisty Vianellego (spoczywają tu m.in. szczątki męczenników Feliciany i Vincenzy i św. Prospera),
- ołtarz wizyty Maryi u św. Elżbiety, dzieło Francesco Fontebasso z 1772, bogato zdobiony cyklem malarskim, wykonanym w 1913, ilustrującym epizody z Matki Bożej, wykonanym przez weneckiego artystę Giuseppe Cherubiniego,
- kaplica Chwała Aniołów w podziemiach,
- Kaplica Czystości z wizerunkami Madonna della Purità i świętych, m.in.: Alfonsa Liguori i Stanisława Kostki autorstwa Antonio Vianellego (1863-1865),
- kaplica na wzór kaplicy z Lourdes wykonana w 1938[1].

## Galeria

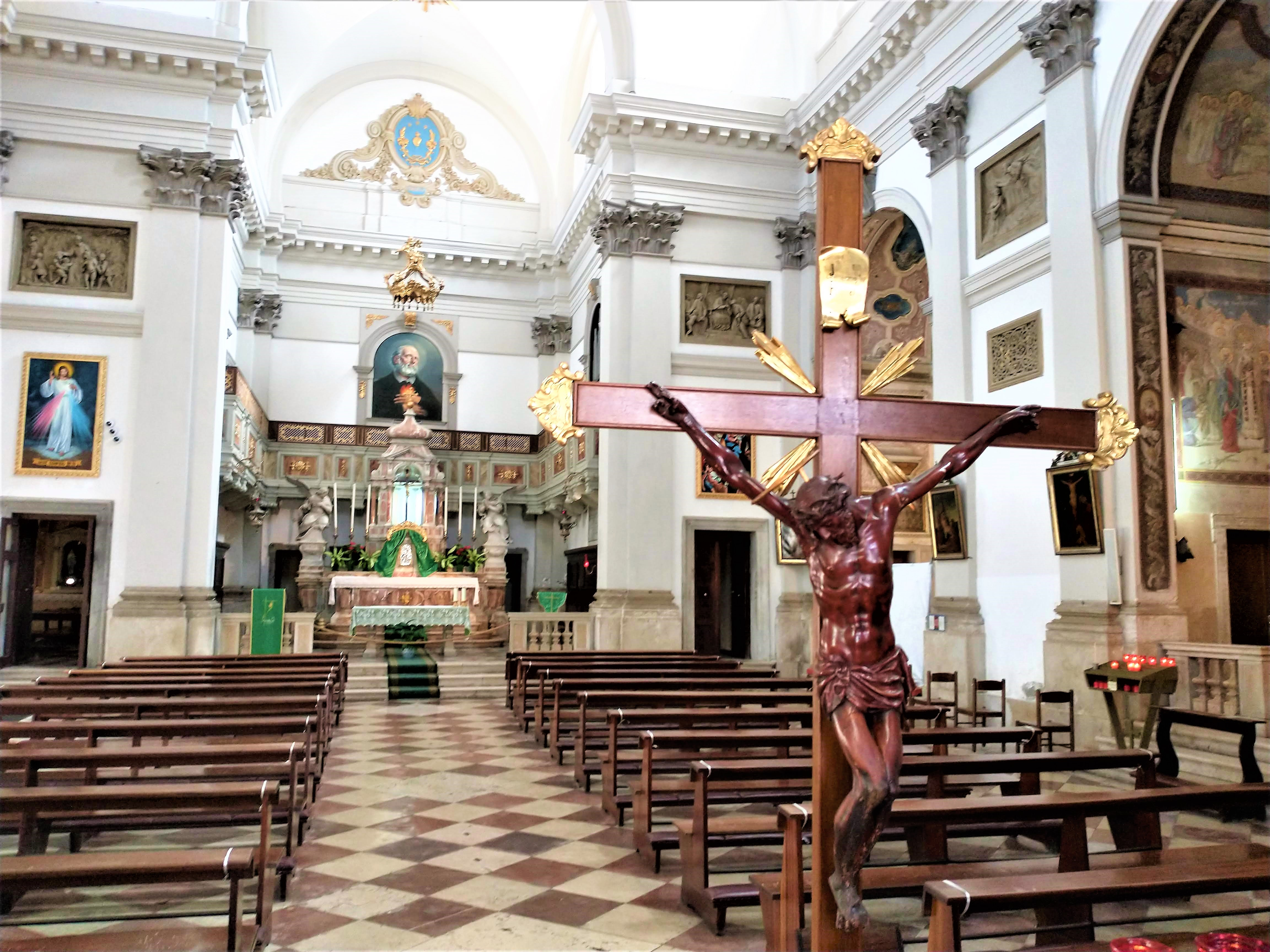
Wnętrze
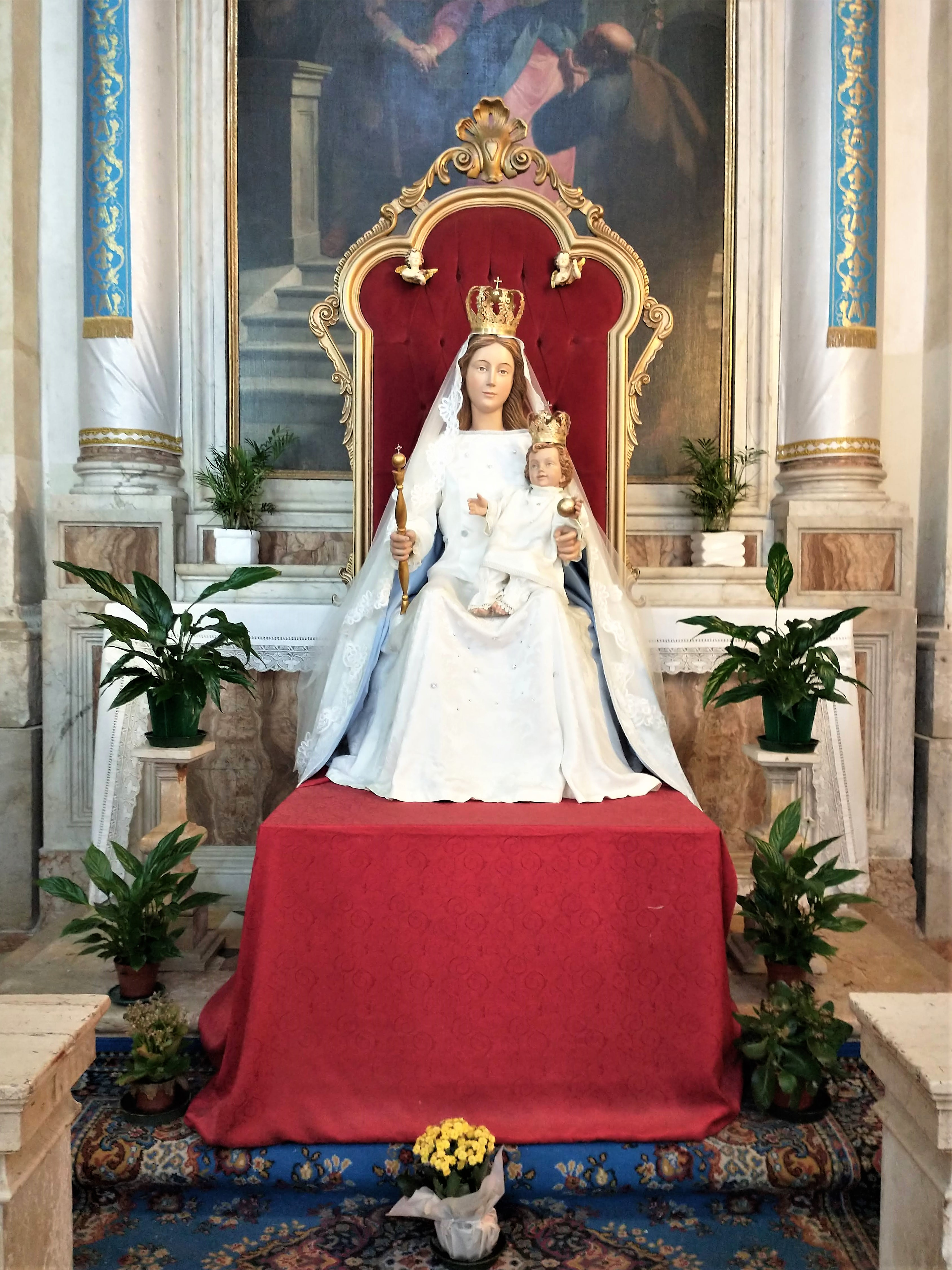
Figura Matki Bożej
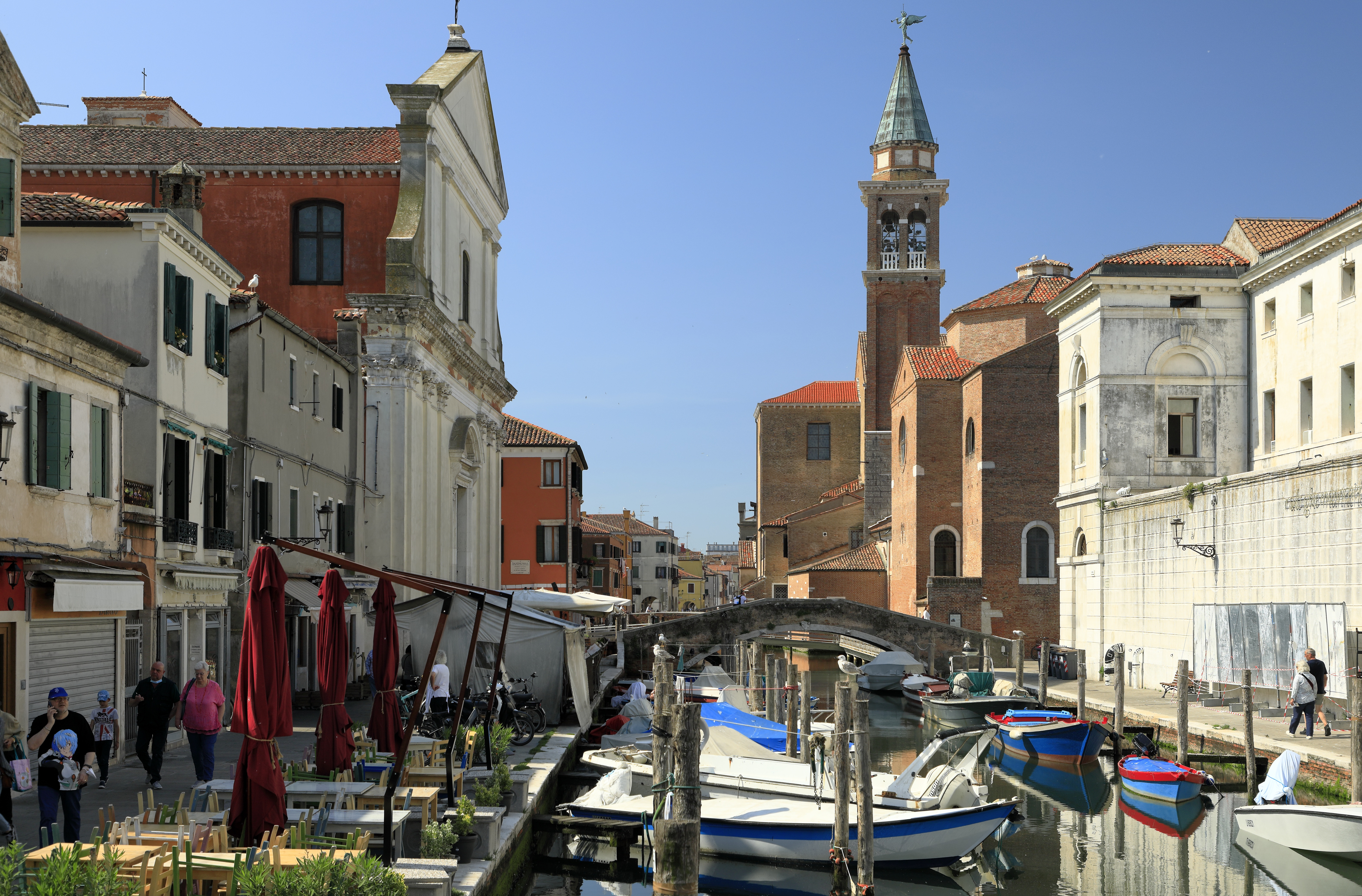
Widok znad Kanału Vena